# Chronometerprüfungsinstitut

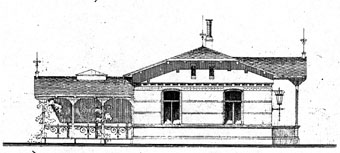
Das Chronometerpruefungsinstitut im Garten der Hamburger Sternwarte am Millerntor

Das Chronometerprüfungsinstitut war zwischen 1875 und 1945 eine Institution zur Überprüfung von Schiffschronometern, Taschen- und Pendeluhren in Hamburg. Es war der Deutschen Seewarte unterstellt.

## Geschichte
George Rümker hatte dem Hamburger Senat bei der Neugründung der Deutschen Seewarte ein Chronometerprüfungsinstitut vorgeschlagen. Es wurde 1875 als Abteilung IV in den Dienst gestellt. Formal gehörte das Institut zur Deutschen Seewarte, es wurde aber im Garten der Hamburger Sternwarte aufgestellt, da die Sternwarte die astronomischen Möglichkeiten der Zeitbestimmung besaß. Der Direktor der Sternwarte war in Personalunion auch Leiter des Chronometerprüfungsinstituts.
Da sich Überprüfungen und die Vergleichsmessungen stark ausweiteten, wurde nahe der Seewarte ein neues Gebäude gebaut. Am 1. April 1899 wurde das Chronometerprüfungsinstitut vollständig Teil der Deutschen Seewarte.